# Batwoman (identidad)

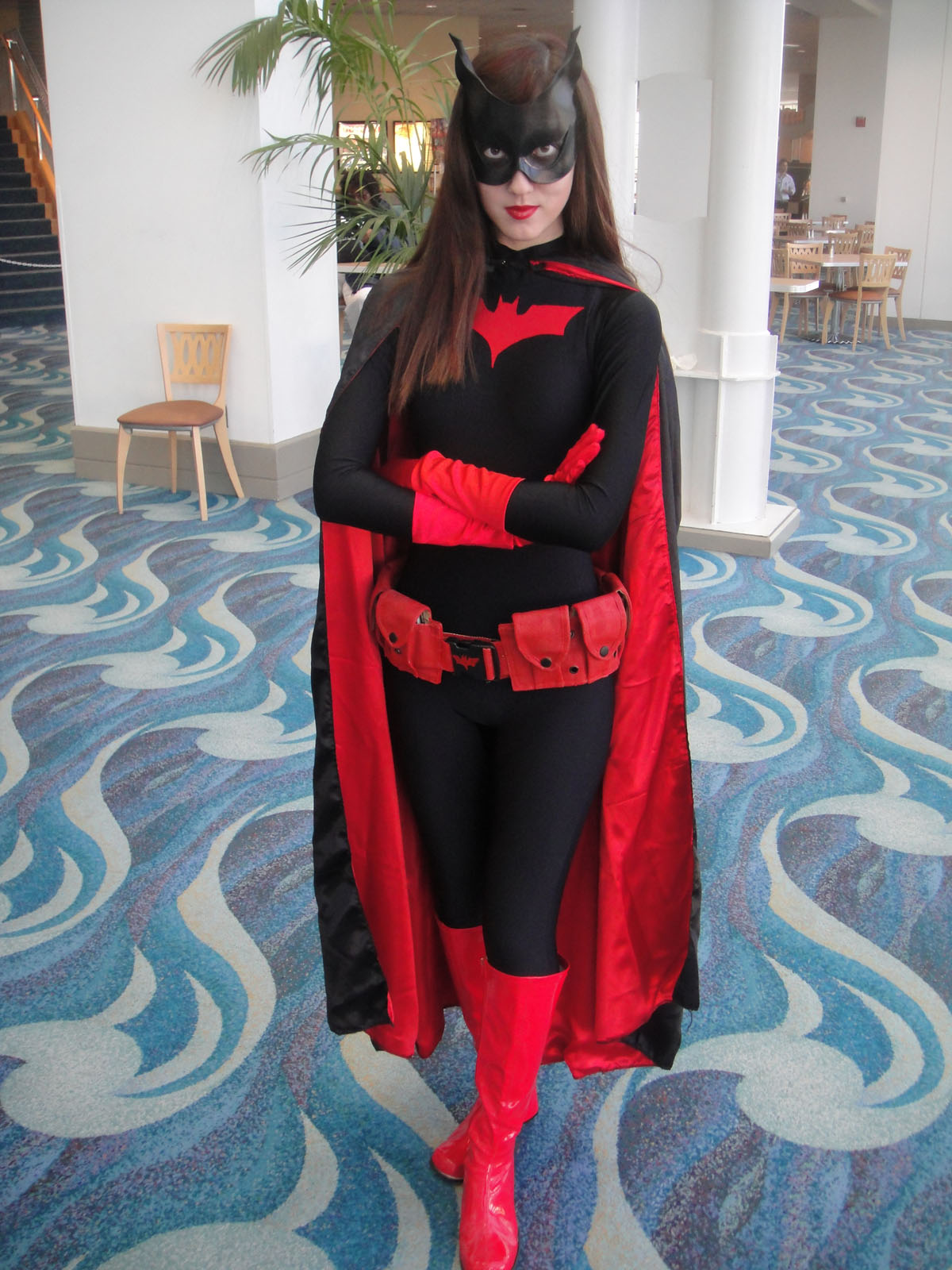
Cosplay at Long Beach Comic Con 2011, Cosplay of Kate Kane

Batwoman es un nombre utilizado por varios personajes de DC Comics, tanto en la continuidad principal como en Elseworlds. Las Batwomen más conocidas son Kathy Kane y Kate Kane.

## Historia
- La primera Batwoman, Kathy Kane, debutó durante la Edad de plata de las historietas dentro de la corriente principal del Universo DC "pre-crisis".
- La serie limitada de 1996 Kingdom Come de Mark Waid y Alex Ross presenta a una Batwoman interpretada como una admiradora de Batman del Cuarto Mundo de Jack Kirby. Su disfraz mezcló elementos al estilo de Kirby con los del disfraz original. El personaje montaba un perro gigante con alas de murciélago llamado Ace.
- Batman: Dark Knight Dynasty (1997) presenta a la vicepresidenta Brenna Wayne, quien se convierte en Batwoman para detener a Vándalo Salvaje. Wayne descubre una conspiración contra su familia después de investigar las últimas trece generaciones de la familia Wayne.
- LJA: El clavo (1998) de Alan Davis presenta a Selina Kyle adoptando un disfraz de Batwoman basado en el disfraz usado por Kathy Kane. La secuela de 2004, JLA: Another Nail, la presenta creando su propia personalidad de Batwoman.
- Superman/Batman #24 (noviembre de 2005) presenta un mundo donde los géneros de los personajes se invierten con Helena Wayne como Batwoman. Más tarde, DC colocó esta realidad alternativa como "Tierra 11" en el multiverso posterior a Infinite Crisis.
- Kate Kane como Batwoman debutó en 2006 en la serie 52.
- En la historia de Teen Titans "Titans Tomorrow" (2005), Bette Kane es Batwoman y usa un disfraz similar al de Kathy de pre-crisis. En la historia de seguimiento, "Titans of Tomorrow... Today!" (2007), Bette Kane sigue siendo Flamebird y la ex Batgirl Cassandra Cain se convierte en Batwoman.
- En DC Comics Bombshells, que tiene lugar en una versión de historia alternativa de la Segunda Guerra Mundial, hay tres versiones del personaje fuera de Kate Kane:
  - Katherine Webb, miembro de la familia Kane y tía de Kate y Bette, es la directora del orfanato Pinkney. Kate la dejó a cargo del orfanato antes de irse de Gotham. La directora Webb es una mujer xenófoba que usa a los huérfanos para fabricar robots para proteger al país de los extranjeros, a quienes caracteriza como malvados. Más tarde es derrotada por un equipo de Batgirls, incluida Bette, que llega al orfanato para salvar a los huérfanos.[1]
  - Kathleen "Kathy" Duquesne, mecánica automotriz y líder de un equipo de Batgirls, que protegen la ciudad durante la ausencia de Batwoman. Junto con Kathy, el equipo incluye a Nell Little, Harper Row y más tarde a Alysia Yeoh y Bette Kane.[2][3] Al conocer a Bette, Kathy inmediatamente la reconoce como jugadora de béisbol y luego descubre su verdadera identidad, así como su conexión con Batwoman, pero promete mantenerlo en secreto. Las Batgirls salvan a los huérfanos del orfanato Pinkney de la tortuosa directora y luego expanden su equipo, dando la bienvenida a Tim Drake, Cullen Row y Felicity Smoak, y creando una Batifamilia.[4]
  - Sonia Alcana aparece como oficial del Departamento de Policía de Gotham City, se asoció con Crispus Allen y trabaja con Maggie Sawyer para ayudar a Batwoman en su lucha contra el crimen en la ciudad.[2]
- En la serie Justicia Joven de 2019, Stephanie Brown es la Batwoman de Tierra-3.

## En otros medios

### Televisión
- Una adaptación suelta de Batwoman aparece en el episodio de Batman: The Brave and the Bold, "The Criss Cross Conspiracy!", con la voz de Vanessa Marshall. Esta versión se basa visualmente en la encarnación de Kathy Kane, pero se representa como el personaje original de la serie Katrina Moldoff / Bat Lady, la heredera en busca de emociones de la fortuna del Circo Moldoff y una acróbata de circo entrenada cuyo estilo de lucha contra el crimen pone en peligro a los transeúntes. Después de ser desenmascarada públicamente y humillada por Riddler años antes, se ve obligada a renunciar a su estilo de vida de lucha contra el crimen antes de buscar venganza en el presente alentando a Félix Fausto a darle un hechizo para cambiar su cuerpo y el de Batman, permitiéndole acercarse a Riddler sin que la policía la persiga. Después de que ella falla, Batman la rescata y convence a Fausto de que los vuelva a cambiar antes de que ella se entregue silenciosamente a la policía. El director de la serie, Ben Jones, confirmó que la decisión de cambiar el nombre del personaje se produjo después de que DC Comics expresara su preocupación acerca de que esta representación del personaje tuviera un impacto negativo en la nueva serie de cómics de Batwoman, cuyo primer número se lanzó menos de un mes después de la publicación fecha de emisión inicial del episodio.
- La encarnación de Kate Kane de Batwoman aparece en una serie de televisión homónima, interpretada por Ruby Rose en la primera temporada y Wallis Day en la segunda. Además, la sucesora de Kane y la personaje original de la serie, Ryan Wilder, también aparece en la serie, interpretado por Javicia Leslie.

### Cine
Una encarnación original de Batwoman aparece en Batman: el misterio de Batimujer, con la voz de Kyra Sedgwick. Esta versión es una identidad utilizada por tres personas: la detective de GCPD Sonia Alcana (con la voz de Elisa Gabrielli), la empleada de Wayne Tech, la Dra. Roxanne "Rocky" Ballantine (con la voz de Kelly Ripa) y Kathleen "Kathy" Duquesne (con la voz de Kimberly Brooks), quienes guardan rencor contra el Pingüino y Rupert Thorne así como Carlton Duquesne, un gángster empleado por los jefes del crimen y padre de Kathy. Alcana, Ballantine y Kathy combinaron sus recursos y habilidades para buscar venganza mientras se turnaban para operar como Batwoman para alejar las sospechas entre ellos, y las tres usaban la fuerza letal para lograr sus objetivos. En las funciones especiales de DVD y Blu-ray, los productores explicaron que DC no quería que los cineastas usaran a Kate Kane en una película familiar debido a la violencia asociada con su personaje. 